# パラディーク
パラディーク（Paradeeq）は日本の女性アイドルグループ。2021年結成、2024年3月解散。2024年6月、HEROINESの一員として新体制デビュー。

## 概要
グループ名の由来は、フランス語で楽園を意味する【Paradis】と唯一無二を表す【Le seul unique】からなる造語である。名付け親は初期メンバーでもある新谷真由。
2021年3月27日にグループの結成を発表、初期メンバーは阿久津友理・新谷真由・近藤真琴・神田風音・岩澤美潤の5人で、同年4月4日、TSUTAYA O-WESTにてデビュー。その後メンバーチェンジを経て活動するも2024年3月24日をもって解散。同年6月、HEROINESの一員として突然の活動再開を発表した。HEROINES体制移行の活動には新谷らは関わらない。

## 略歴
2021年
- 3月27日 - グループの結成を発表[1]。
- 4月4日 - TSUTAYA O-WESTにてデビュー。
- 6月23日 - 「Brand New Future」を配信リリース[4]。
- 8月29日 - 5楽曲を配信リリース[5][6][7][8][9]。
- 10月17日 - 1stワンマンライブ「唯一無二の楽園へようこそ」を渋谷CLUB QUATTRO にて開催。
- 12月4日 - 2楽曲を配信リリース[10][11]。

2022年
- 2月20日 - 阿久津友理が卒業。
- 2月23日 - 前田彩佳が新メンバーとして加入することを発表[12][注 1]。
- 3月17日 - 「生放送だよ！アイドルお宝くじ」に出演[13]。
- 5月10日 - 1stアルバム「パラディーク」をリリース。
- 12月20日 - 9thシングル（配信限定を含む）「ラブシーフ」を3形態でリリースする[14][注 2]。

2023年
- 1月5日 - 2nd ワンマンライブ「夢を叶える楽園」を Spotify O-EAST にて開催。
- 2月27日 - 近藤真琴が卒業。
- 4月30日 - 望月愛実、小森ねる、姫野あいなの加入を発表[16]。
- 12月13日 - 2024年3月末ごろのワンマンライブをもって解散することを発表。

2024年
- 3月24日 - ラストライブ「私たちの楽園」をSpotify O-WESTにて開催し、3年間の活動に一旦幕を下ろした[17]。結成以来全活動期を通して在籍したのは新谷真由、神田風音、岩澤美潤の3人のみであった。
- 5月30日 - HEROINSに加入したことを発表。
- 6月22日 - ジャパンパビリオンホールAで『パラディーク pre-debut live 「パラダイス」』を開催。月城ろあ・水野めい・平沢ゆめ・絢瀬まよ・来栖ゆるの5人でプレデビュー[3]。
- 6月27日 - 『HEROINES FES』に出演し新体制でのステージデビューを飾る[3]。
- 9月27日、月城ろあの同日付での卒業、絢瀬まよが10月28日に開催する生誕祭兼卒業ライブをもって卒業することを発表[18]。
- 10月28日、絢瀬まよ卒業生誕ライブ「まよわずまよにずっとすきして♡♡」が開催され、同日をもって絢瀬まよが卒業した[19]。

## メンバー
| 名前     | よみ          | 愛称 | 生年月日（年齢） | 活動期間        | 担当カラー | 備考             |
| -------- | ------------- | ---- | ---------------- | --------------- | ---------- | ---------------- |
| 水野めい | みずの めい   |      | 2007年??月??日   | 2024年6月22日 - | 白色       |                  |
| 平沢ゆめ | ひらさわ ゆめ |      | 12月3日          | 2024年6月22日 - | 黄色       | 元あいすなっつ   |
| 来栖ゆる | くるす ゆる   |      | 11月24日         | 2024年6月22日 - | 緑色       |                  |
| 煌坂もね | きらさか もね |      | 6月1日           | 2024年7月12日   | ピンク     |                  |
| 可愛ぷに | かわい ぷに   |      | 4月22日          | 2024年7月12日   | 青色       | 元僕等のスイッチ |

### 元メンバー
| 名前       | よみ            | 愛称                      | 生年月日（年齢）       | 活動期間                      | 担当カラー     | 備考                                    |
| ---------- | --------------- | ------------------------- | ---------------------- | ----------------------------- | -------------- | --------------------------------------- |
| 阿久津友理 | あくつ ゆうり   | ゆうりちゃん くらげちゃん | 2001年11月23日（23歳） | 2021年3月27日 - 2022年2月20日 | 赤色           | インセントグループへ移籍                |
| 近藤真琴   | こんどう まこと | まこちゃん                | 2000年5月11日（25歳）  | 2021年3月27日 - 2023年2月27日 | 黄色           |                                         |
| 前田彩佳   | まえだ あやか   | あやか                    | 2000年12月18日（24歳） | 2022年2月23日 - 2024年3月24日 | 赤色           |                                         |
| 新谷真由   | にいや まゆ     | まゆちゃん にいや         | 2001年4月3日（24歳）   | 2021年3月27日 - 2024年3月24日 | ピンク         |                                         |
| 神田風音   | かんだ ふうね   | ふうちゃん                | 1999年1月13日（26歳）  | 2021年3月27日 - 2024年3月24日 | 紫色           |                                         |
| 岩澤美潤   | いわさわ みう   | ぽぽ みうちゃん           | 2001年9月3日（23歳）   | 2021年3月27日 - 2024年3月24日 | ホワイト       |                                         |
| 望月愛実   | もちづき えみ   | えみ                      | 2002年1月5日（23歳）   | 2023年4月30日 - 2024年3月24日 | 水色           |                                         |
| 小森ねる   | こもり ねる     | ねるちゃん                | ????年3月20日          | 2023年4月30日 - 2024年3月24日 | ミントグリーン |                                         |
| 姫野あいな | ひめの あいな   | あいぼん                  | 2001年10月19日（23歳） | 2023年4月30日 - 2024年3月24日 | 黄色           | 一時解散後カラフルスクリームに加入。    |
| 月城ろあ   | つきじょう ろあ |                           |                        | 2024年6月22日 - 9月27日       | 紫色           | 元ZUTTOMOTTO                            |
| 絢瀬まよ   | あやせ まよ     |                           | 8月23日                | 2024年6月22日 - 10月28日      | 赤色           | 元BABYschema 元make mie（早月女みゅう） |

## ディスコグラフィ

### シングル
| #   | タイトル                   | 発売日         | 収録曲                            | 備考                      |
| --- | -------------------------- | -------------- | --------------------------------- | ------------------------- |
| 1st | Brand New Future           | 2021年6月23日  | 1. Brand New Future               | 配信限定                  |
| 2nd | バトルクライ               | 2021年8月29日  | 1. バトルクライ                   | 配信限定。5曲同時リリース |
| 2nd | エリンジウム               | 2021年8月29日  | 1. エリンジウム                   | 配信限定。5曲同時リリース |
| 2nd | カラフルサマー             | 2021年8月29日  | 1. カラフルサマー                 | 配信限定。5曲同時リリース |
| 2nd | ちゅ♡ちゅ♡ちゅ♡ぱにぱっ♡   | 2021年8月29日  | 1. ちゅ♡ちゅ♡ちゅ♡ぱにぱっ♡       | 配信限定。5曲同時リリース |
| 2nd | Remake Me!                 | 2021年8月29日  | 1. Remake Me!                     | 配信限定。5曲同時リリース |
| 7th | サマーラブラバー           | 2021年12月4日  | 1. サマーラブラバー               | 配信限定。2曲同時リリース |
| 7th | ジェジェジェットファイター | 2021年12月4日  | 1. ジェジェジェットファイター     | 配信限定。2曲同時リリース |
| 9th | ラブシーフ【Type-A】       | 2022年12月20日 | 1. ラブシーフ 2. シオカゼKISS     | 3形態リリース             |
| 9th | ラブシーフ【Type-B】       | 2022年12月20日 | 1. ラブシーフ 2. PARAD-i-ERA      | 3形態リリース             |
| 9th | ラブシーフ【Type-C】       | 2022年12月20日 | 1. ラブシーフ 2. 感情エタニティー | 3形態リリース             |

### アルバム
| #   | タイトル     | 発売日        | 収録曲 | 備考 |
| --- | ------------ | ------------- | --- | ---- |
| 1st | パラディーク | 2022年5月10日 | 1. Overture 2. バトルクライ 3. Brand New Future 4. エリンジウム 5. カラフルサマー 6. ちゅ♡ちゅ♡ちゅ♡ぱにぱっ♡ 7. We are パラディーク 8. GO FORWARD 9. Remake Me! 10. サマーラブラバー 11. ジェジェジェットファイター 12. パンパンパラディーナ 13. ハピハピランチャー 14. 泣き虫Dreamer 15. キミルート |      |